# Praha-Kbely
Praha-Kbely – przystanek kolejowy w Pradze, w dzielnicy Kbely, w Czechach przy ulicy Toužimskiej 588/70. Znajduje się na linii kolejowej Praga – Turnov. Znajduje się na wysokości 270 m n.p.m..
Jest zarządzany przez Správę železnic. Na przystanku istnieje możliwość zakupu biletów i rezerwacji miejsc.

## Linie kolejowe
- 070 Praha - Turnov